# Distrito de Zavala
Zavala es un distrito y el nombre de su capital situado en la zona septentrional provincia de Inhambane, en Mozambique. 

## Características
Limita al norte con los distritos de Panda y de Inharrime, al oeste con Manjacaze, al sur y al sudeste con el Océano Índico y al este con la provincia de Gaza.
Tiene una superficie de 1.977 km² y según el censo de 2007 una población de 139.616 habitantes, lo cual arroja una densidad de 69,9 habitantes/km². Se ha presentado un aumento de 10,2% con respecto a los 126.730 habitantes registrados en 1997.

## División administrativa
Este distrito, formado por cuatro localidades, se divide en dos puestos administrativos (posto administrativo), con la siguiente población censada en 2005:
- Quissico, sede, 83 038 y Muane.
- Zandamela, 71 709 y Maculuva.

## Personajes ilustres
Patria de Alexandre José Maria dos Santos, O.F.M. sacerdote de la Iglesia católica, Cardenal de San Frumenzio ai Prati Fiscali, Arzobispo de Maputo, Mozambique, desde el 23 de diciembre de 1974 hasta el 22 de febrero de 2003,